# Naoto Ōshima
Naoto Ōshima (jap. 大島 直人, Ōshima Naoto; * 26. Februar 1964) ist ein japanischer Videospieldesigner. Er war bis 2004 bei dem zu Sega gehörenden Sonic Team angestellt, wo er unter anderem die Figur Sonic entwarf und an den Spieleserien Phantasy Star, Sonic the Hedgehog und Sonic Adventure mitarbeitete.

## Sonic Team
Bei Sonic Team arbeitete Ōshima unter anderem an folgenden Titeln mit:
- Phantasy Star
- Sonic the Hedgehog
- Nights into Dreams
- Sonic Adventure

Bei vielen dieser Spiele war er Designer, bei Sonic Adventure war er für die Videos verantwortlich (CG Movie Designer). Bei Nights into Dreams war er auch Charakterdesigner.
Die Figur Sonic the Hedgehog wurde nicht, wie oftmals irrtümlich angenommen, von Yuji Naka entworfen, sondern es war Naoto Ōshima, der den blauen Igel erfand.

## Artoon und Arzest
Im Jahr 2004 verließ Ōshima Sonic Team und gründete seine eigene Videospielfirma mit dem Namen Artoon bzw. 2010 deren Nachfolger Arzest, wo er Vizepräsident ist.
Bei den Spielen Silent Hill und Silent Hill 3 war Naoto Ōshima Effect Programmer.
Im Abspann der Spiele wird Naoto Ōshima hin und wieder als Big Island benannt, was eine wörtliche Übersetzung seines Familiennamens ist.